# Korczew (Powiat Siedlecki)
Korczew ist ein Dorf sowie Sitz der Landgemeinde im Powiat Siedlecki der Woiwodschaft Masowien, Polen.

## Gemeinde
Zur Landgemeinde Korczew gehören 15 Ortschaften mit einem Schulzenamt:
Bużyska
Czaple Górne
Drażniew
Góry
Knychówek
Laskowice
Mogielnica
Nowy Bartków
Ruda
Starczewice
Stary Bartków
Szczeglacin
Tokary
Zaleś
Weitere Orte der Gemeinde sind Bartków, Juhana, Józefin, Mokrany-Gajówka, Ruska Strona, Sarnowiec, Tokary-Gajówka und Zacisze.